# Wulfoald
Wulfoald ou Vulfoald est maire du palais d’Austrasie de 662 à 676.

## Origine
Aristocrate d'Austrasie dont la famille possède d'immenses biens aux confins de l'Austrasie et de la Bourgogne. Il semblerait qu'il soit le père de l'évêque de Toul, Garibald (mort en 706) et aurait aussi un lien de parenté avec Gondoin, père de l'évêque de Toul. Il était aussi proche des ducs d'Alsace région où il possédait un grand nombre de terres sous le règne d'Aldaric (ou Etichon, le père de Sainte Odile) dont le clan était hostile aux Pépinides.

## Biographie
Il reste fidèle à Childéric II jusqu'à l'assassinat de ce dernier en 675 par Bodilon, un grand qu'il avait fait fustiger sans jugement (11 août-14 novembre 675). Les Austrasiens sont alors divisés : un parti reste favorable au gouvernement du défunt roi et de son maire Wulfoald, un autre parti leur est hostile avec à leur tête Ebroïn qui a réussi à s'évader de prison. Wulfoald organisa alors le retour en Gaule de Dagobert II qui le maintiendra maire du Palais. Dagobert écarta Pépin de Herstal et Wulfoald restera maire du Palais jusqu'à son décès vers 676. Jean, filleul de Dagobert, assassinera le souverain le 23 décembre 679 dans la forêt de Woëvre. Les descendants d'Arnulf pourraient n'avoir pas été étrangers à ce meurtre.